# Médicos Internacionais para a Prevenção da Guerra Nuclear

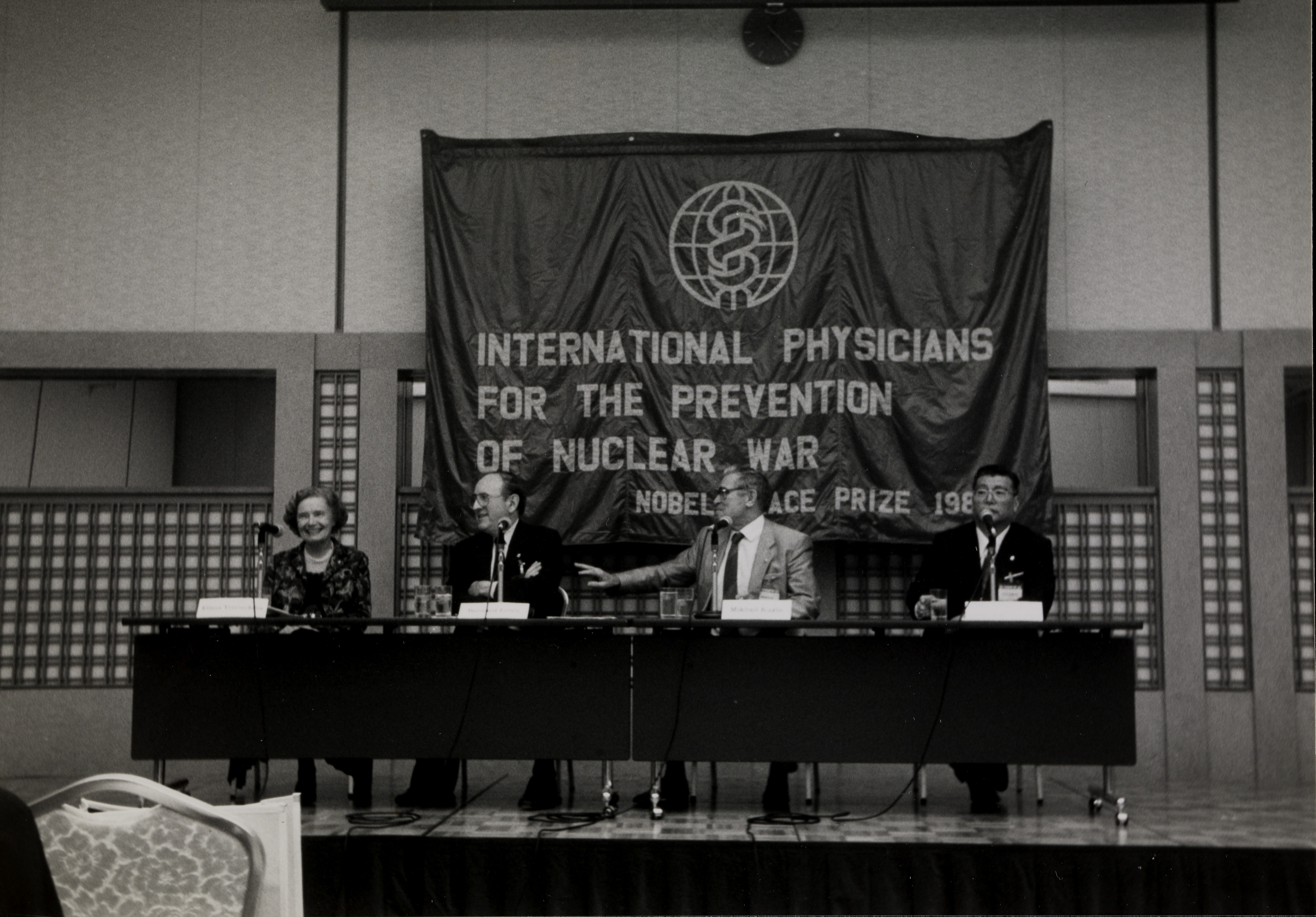
A Organização Médicos Internacionais para a Prevenção da Guerra Nuclear em uma Conferência

A organização Médicos Internacionais para a Prevenção da Guerra Nuclear (International Physicians for the Prevention of Nuclear War, IPPNW) é uma congregação internacional de médicos, que entre outros aspectos está engajada principalmente no desarmamento nuclear.
A organização recebeu em 1985 o Nobel da Paz, por seu importante trabalho informativo profissional.